# هالأسمر اللون (ألبوم)
شامات الألبوم الغنائي الأوّل للفنّانة السورية لينا شاماميان من توزيع الموسيقيّ باسل رجوب، أطلق الألبوم في نيسان/أبريل 2006.

## قائمة الأغاني
| 1. على موج البحر 2. لما بدا يتثنى 3. عَ الروزانا 4. هالأسمر اللون 5. بالي معاك 6. يا مايلة عَ الغصون |

## روابط خارجيّة
- صفحة الألبوم على موقع الرسمي للينا شاماميان